# Miedź Legnica (piłka nożna)
Miedź Legnica – polski klub sportowy, założony 14 września 1971 w Legnicy, jako spadkobierca MZKS Legnica. W sezonie 2025/2026 występuje w rozgrywkach I Ligi. 
W 1992 roku drużyna zdobyła Puchar Polski oraz zagrała w Pucharze Zdobywców Pucharu, odpadając w meczu z AS Monaco. Od stycznia 2011 działa jako spółka akcyjna pod nazwą MKS Miedź Legnica SA. W 2018 roku awansowała po raz pierwszy w swojej historii do Ekstraklasy. To 86. zespół w historii najwyższej polskiej ligi piłkarskiej wg stanu od 1927 roku. W 2022 drużyna po trzyletniej przerwie, ponownie awansowała do najwyższej klasy rozgrywkowej, by w swoim pierwszym sezonie na tymże szczeblu spaść do I ligi.

## Klub
Klub korzysta ze Stadionu Miejskiego im. Orła Białego (pojemność: 6194 miejsc siedzących; oświetlenie: 2000 lux). Frekwencja na trybunach na meczach Miedzi waha się od 2 tys. do 5,5 tys. widzów. W herbie Miedzi występuje lew, a barwy klubu to kolory: zielony, niebieski i czerwony. W meczach domowych Miedź występuje w strojach niebieskich, zaś w meczach wyjazdowych w strojach czerwonych. Trzeci komplet strojów rezerwowych jest w kolorze zielonym.

### Historia

#### Od MZKS do ASPN
Klub powstał w 1971 roku. Pierwszym prezesem został powołany Witold Grabowski, który pełnił tę funkcję do 1972 r. Nowo powstały klub powołano na bazie wielosekcyjnego MZKS-u. Zapleczem finansowym KS Miedź były legnickie zakłady pracy: Huta Miedzi, Zakłady Mechaniczne „Legmet” i Fabryka Przewodów Nawojowych „Elpena”. Na swój największy sukces klub pracował ponad 20 lat. W 1992 roku Miedź na stadionie Legii w Warszawie pokonała w finale rozgrywek o Pucharu Polski Górnika Zabrze w rzutach karnych i sięgnęła po krajowe trofeum, które okazało się przepustką do rozgrywek europejskich. Sukces był tym większy, że legniczanie zdobyli krajowy Puchar będąc zespołem z drugiego poziomu rozgrywkowego, po drodze do finału eliminując znacznie silniejszych rywali. W nagrodę za zwycięstwo Miedź wystąpiła w 1/16 finału Pucharu Zdobywców Pucharów, mierząc się ze słynnym AS Monaco FC, którego trenerem był wówczas Arsène Wenger, a w wyjściowym składzie grali m.in. mistrz świata i Europy z drużyną Niemiec, napastnik Jürgen Klinsmann czy mistrz świata z drużyną Francji, pomocnik Youri Djorkaeff. W pierwszym meczu przed własną publicznością Miedź uległa rywalom 0:1, by w rewanżu we Francji zremisować z faworyzowanym rywalem 0:0. W kolejnych latach celem klubu był awans do najwyższej, krajowej klasy rozgrywkowej, ale nie udało się go zrealizować. Klub natomiast zaczął podupadać i z czasem – w roku 2010 – ASPN Miedź stanęła na skraju bankructwa.

#### Czasy obecne: MKS Miedź
Po 40 latach działalności, na przełomie których piłkarski zespół Miedzi występował w różnych szczeblach rozgrywek – od czwartego do drugiego poziomu, w 2011 roku rozpoczął się nowy okres w historii Miedzi. Dzięki zaangażowaniu biznesmena Andrzeja Dadełło i prowadzonej przez niego międzynarodowej Grupy Kapitałowej DSA miejsce ASPN Miedź zajęła nowa spółka akcyjna pod nazwą Miejski Klub Sportowy Miedź Legnica S.A. 
W czerwcu 2012 roku Miedź zwyciężyła w rozgrywkach II ligi i awansowała do I ligi. W rocznej ocenie dokonanej przez Polski Związek Piłki Nożnej w zakresie organizacji, infrastruktury i bezpieczeństwa widowisk sportowych, Miedź została wyróżniona aż w 12 obszarach (na 17 ocenianych). 27 maja 2018 roku 'Miedzianka", wygrywając u siebie 5:1 z Chojniczanką Chojnice, wywalczyła sobie historyczny awans do najwyższej klasy rozgrywkowej w Polsce.1 maja 2022 roku Miedź zapewniła sobie drugi w historii awans do Ekstraklasy. 1 maja 2023, a więc dokładnie rok później, remisując 1:1 z MKS Cracovią straciła matematyczne szanse na utrzymanie w Ekstraklasie, co oznaczało powrót zespołu do I ligi na sezon 2023/2024.

#### Najpopularniejsi piłkarze i trenerzy
Do najpopularniejszych piłkarzy grających w Miedzi można zaliczyć: Daniela Dylusia, Jarosława Gierejkiewicza (jedyny w historii piłkarz klubu powołany na oficjalny mecz reprezentacji Polski), Marcina Cilińskiego, Dariusza Baziuka, Dariusza Płaczkiewicza, Wojciecha Górskiego, Pawła Primela, Eugeniusza Ptaka, Marcina Robaka, Tomasza Jarzębowskiego, Andrzeja Bledzewskiego, Bartosza Ślusarskiego, Łukasza Gargułę czy Wojciecha Łobodzińskiego
Wśród trenerów pracujących w Miedzi należy wymienić: Jerzego Jastrzębowskiego, Wiesława Wojno, Jerzego Fiutowskiego, Ryszarda Bożyczko, Bohumila Páníka (Czechy), Petra Němeca (Czechy), Janusza Kubota, Bogusława Baniaka czy Janusza Kudybę.

### Kibice
Towarzyszą także drużynie na innych stadionach, podczas meczów wyjazdowych. Najwierniejsza grupa sympatyków skupiona jest w Stowarzyszeniu Kibiców „Tylko Miedź”. Zajmuje się ono nie tylko dopingiem, ale też prowadzi zakrojoną na szeroką skalę działalność charytatywną i m.in. w tym obszarze współpracuje z klubem.

### Sezon po sezonie

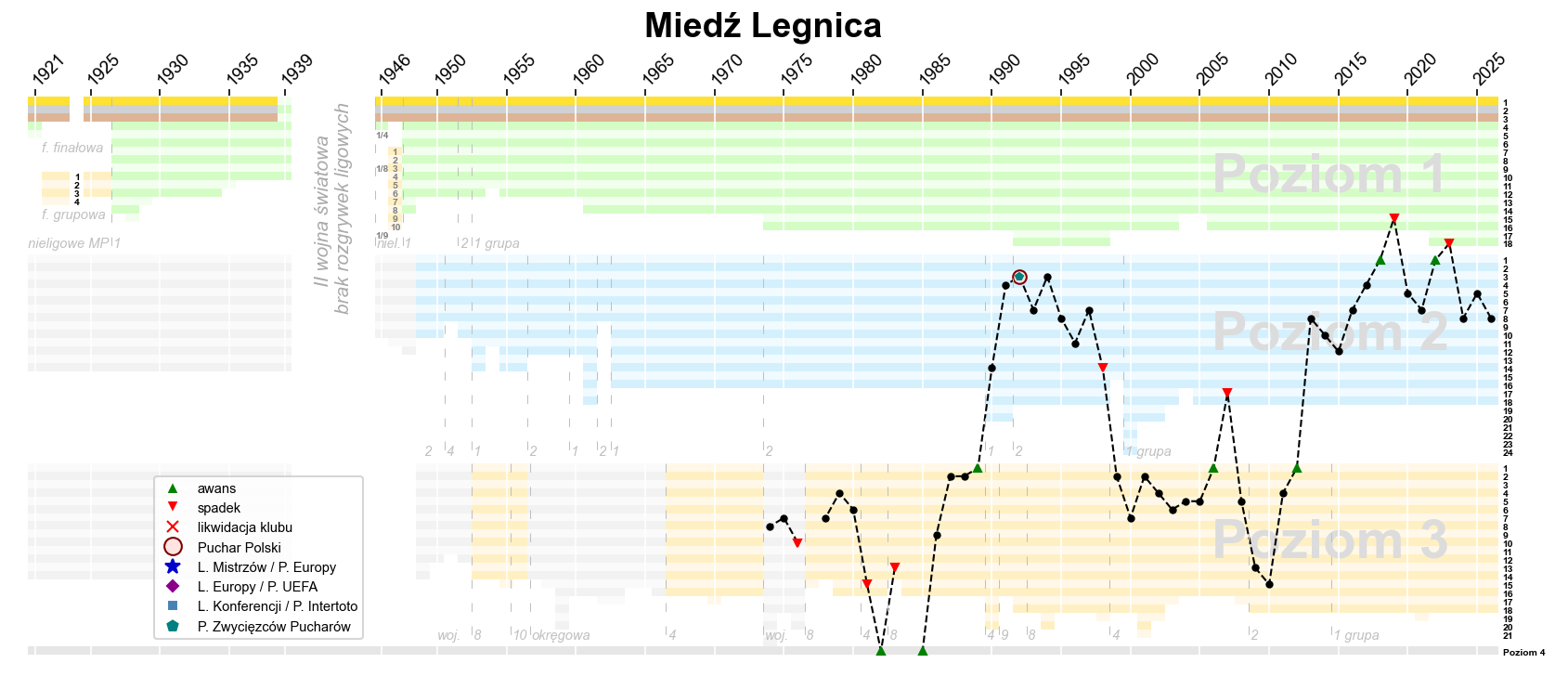
Historia występów Miedzi Legnica w rozgrywkach ligowych

| Sezon     | Rozgrywki ligowe                         | Rozgrywki ligowe | Puchar Polski (rozgrywki centralne) |
| Sezon     | Liga                                     | Miejsce          | Puchar Polski (rozgrywki centralne) |
| --------- | ---------------------------------------- | ---------------- | ----------------------------------- |
| 1976/1977 | (A Klasa gr. Legnica)                    | 1/?              | –                                   |
| 1984/1985 | (IV Liga gr. III legnicko-jeleniogórska) | 1/14             | –                                   |
| 1985/1986 | III liga (gr. V)                         | 9/14             | –                                   |
| 1986/1987 | III liga (gr. V)                         | 2/14             | –                                   |
| 1987/1988 | III liga (gr. V)                         | 2/14             | –                                   |
| 1988/1989 | III liga (gr. V)                         | 1/14             | –                                   |
| 1989/1990 | II liga                                  | 14/20            | –                                   |
| 1990/1991 | II liga                                  | 4/20             | III runda                           |
| 1991/1992 | II liga (gr. zachodnia)                  | 3/17             | Zwycięstwo                          |
| 1992/1993 | II liga (gr. zachodnia)                  | 7/18             | 1/8 finału                          |
| 1993/1994 | II liga (gr. zachodnia)                  | 3/18             | II runda                            |
| 1994/1995 | II liga (gr. zachodnia)                  | 8/18             | III runda                           |
| 1995/1996 | II liga (gr. zachodnia)                  | 11/18            | 1/16 finału                         |
| 1996/1997 | II liga (gr. zachodnia)                  | 7/18             | 1/16 finału                         |
| 1997/1998 | II liga (gr. zachodnia)                  | 14/18            | II runda                            |
| 1998/1999 | III liga (gr. III)                       | 2/18             | III runda                           |
| 1999/2000 | III liga (gr. II)                        | 7/18             | –                                   |
| 2000/2001 | III liga (gr. III)                       | 2/20             | Runda wstępna                       |
| 2001/2002 | III liga (gr. III)                       | 4/18             | –                                   |
| 2002/2003 | III liga (gr. III)                       | 6/16             | –                                   |
| 2003/2004 | III liga (gr. III)                       | 5/16             | –                                   |
| 2004/2005 | III liga (gr. III)                       | 5/16             | –                                   |
| 2005/2006 | III liga (gr. III)                       | 1/18             | –                                   |
| 2006/2007 | II liga                                  | 17/18            | –                                   |
| 2007/2008 | III liga (gr. III)                       | 5/16             | I runda                             |
| 2008/2009 | II liga (gr. zachodnia)                  | 13/18            | –                                   |
| 2009/2010 | II liga (gr. zachodnia)                  | 15/18            | Runda przedwstępna                  |
| 2010/2011 | II liga (gr. zachodnia)                  | 4/18             | I runda                             |
| 2011/2012 | II liga (gr. zachodnia)                  | 1/18             | Runda wstępna                       |
| 2012/2013 | I liga                                   | 8/18             | 1/16 finału                         |
| 2013/2014 | I liga                                   | 10/18            | 1/4 finału                          |
| 2014/2015 | I liga                                   | 12/18            | 1/16 finału                         |
| 2015/2016 | I liga                                   | 7/18             | 1/16 finału                         |
| 2016/2017 | I liga                                   | 4/18             | 1/16 finału                         |
| 2017/2018 | I liga                                   | 1/18             | 1/16 finału                         |
| 2018/2019 | Ekstraklasa                              | 15/16            | 1/2 finału                          |
| 2019/2020 | I liga                                   | 5/18             | 1/4 finału                          |
| 2020/2021 | I liga                                   | 7/18             | 1/32 finału                         |
| 2021/2022 | I liga                                   | 1/18             | 1/16 finału                         |
| 2022/2023 | Ekstraklasa                              | 18/18            | I runda                             |
| 2023/2024 | I liga                                   | 8/18             | I runda                             |
| 2024/2025 | I liga                                   | 5/18             | 1/16 finału                         |

## Akademia Piłkarska Miedzi
W 2012 roku klub rozpoczął wdrażanie projektu pod nazwą Akademia Piłkarska Miedzi Legnica, pod wodzą trenera Janusza Kudyby. Akademia szkoli ponad 350 dzieci, głównie z terenu Legnicy oraz Województwa Dolnośląskiego. Pomiędzy 7 marca 2014 roku a 11 sierpnia 2018 roku istniała kobieca sekcja piłkarska Miedzi, w której występowała obecna reprezentantka Polski Adriana Achcińska. Dodatkowo klub prowadzi grupę szkolenia bramkarskiego.

### SMS Miedź i baza treningowa
Miedź jako jedna z pierwszych w Polsce postawiła na integrację treningu piłkarskiego w szkole i klubie. Zawodnicy Akademii Miedzi mają możliwość nauki w Szkole Mistrzostwa Sportowego Miedź, gdzie zajęcia sportowe prowadzą klubowi trenerzy. Oferta skierowana jest zarówno do chłopców, jak i dziewcząt. Sale lekcyjne SMS mieszczą się w Państwowej Wyższej Szkole Zawodowej im. Witelona w Legnicy, zaś zajęcia piłkarskie odbywają się w Bazie Treningowej Piłkarskiej Akademii Miedzi przy ul. Świerkowej. Dla uczniów SMS spoza Legnicy klub oferuje zakwaterowanie w bursie.

## Miedź dla Legnicy

### Działania CSR
Dzięki współpracy z podmiotami zewnętrznymi przeprowadzono liczne akcje edukacyjne, skierowane do lokalnej społeczności, a w szczególności do dzieci i młodzieży, jak „Kibicuję z klasą”, czy „Bezpieczna droga do szkoły i na stadion”. Miedź angażuje się także w inne wydarzenia z życia miasta, jak organizacja Legnickiej Paraolimpiady wspólnie z Towarzystwem Przyjaciół Dzieci, pomoc w akcji rejestracji dawców szpiku, akcje krwiodawstwa czy ogólnopolska akcja pomocy pod nazwą „Szlachetna paczka”.

### Klub Biznesu Miedzi

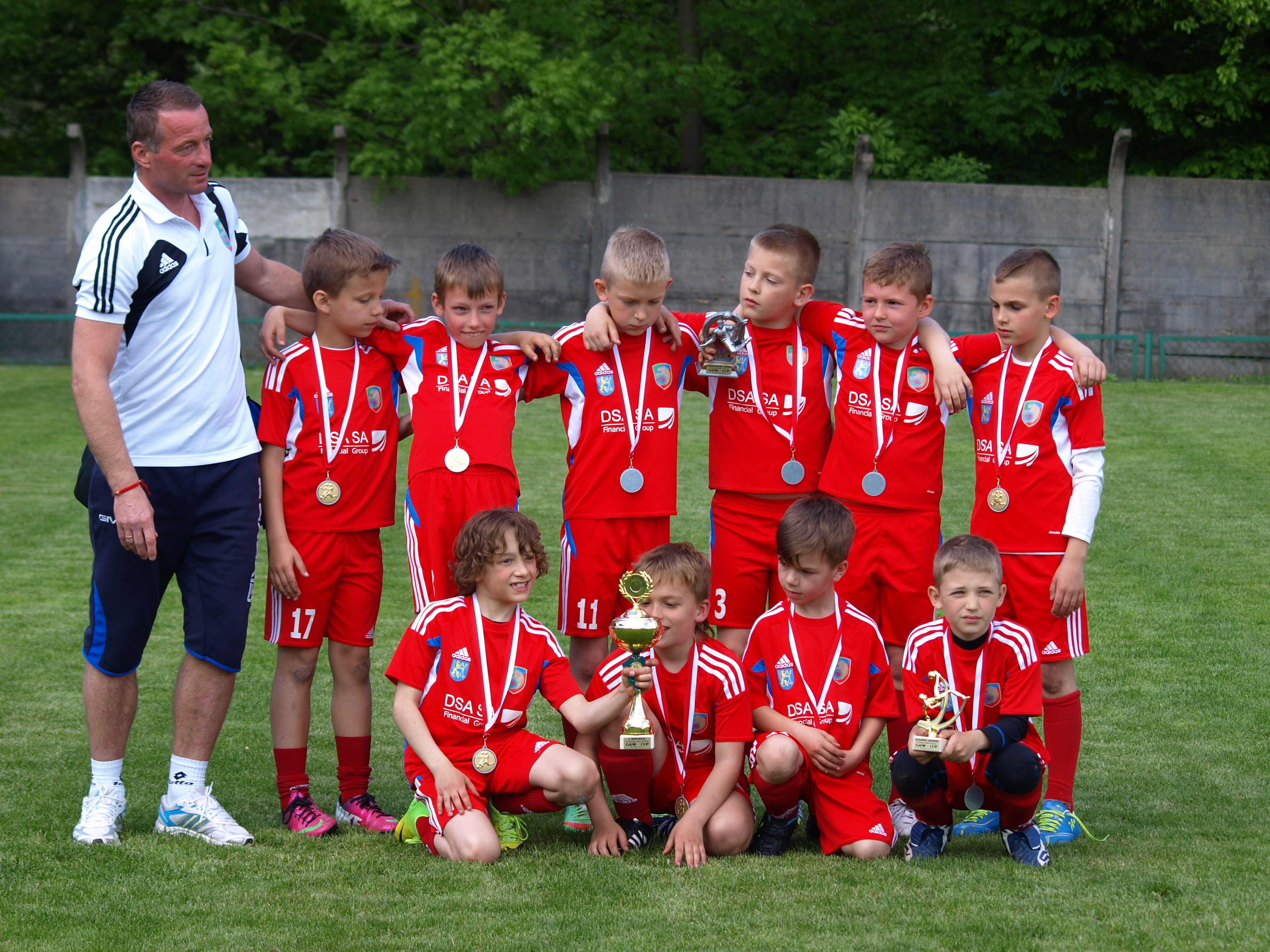
Jedna z drużyn Akademii Miedzi wraz z trenerem Wojciechem Górskim po wygranym turnieju Polonia Cup – maj 2014 r.

Członkowie Klubu Biznesu Miedzi mają swoje stałe miejsce w Strefie VIP na legnickim stadionie.

## Informacje ogólne
- Pełna nazwa: Miejski Klub Sportowy Miedź Legnica Spółka Akcyjna
- Rok założenia: 1971
- Rok zarejestrowania spółki: 2011
- Adres: ul. Żeglarska 5, 59-220 Legnica
- Przydomek: Miedzianka
- Barwy: zielono-niebiesko-czerwone
- Pojemność stadionu: 6194
- Przewodniczący Rady Nadzorczej: Andrzej Dadełło
- Prezes: Tomasz Brusiło
- Dyrektor sportowy: Marek Ubych

## Sztab szkoleniowy
- Trener: Janusz Niedźwiedź
- Asystent trenera: Maciej Patyk
- II asystent trenera: Kamil Makowski
- Trener bramkarzy: Andrzej Olszewski
- Kierownik drużyny: Tomasz Kodzis
- Masażysta: Mateusz Kula
- Fizjoterapeuta: Maciej Kuczyński
- Lekarze: Wojciech Kowalik, Łukasz Sołtysiak
- Dietetyk: Anna Książek

## Dotychczasowe nazwy
- KS Miedź Legnica (1971-1996)
- ASPN Miedź Legnica (1996-2011)
- MKS Miedź Legnica SA[10] (2011-dziś)

## Historyczna lista prezesów ASPN Miedź
- 1996 – 2007 Zenon Błachnia
- 2007 Andrzej Grajewski
- 2007 Krzysztof Kosiorowski
- 2007 – 2008 Zenon Błachnia (p.o. Prezesa)
- 2008 Dariusz Machiński
- 2008 – 2011 Zenon Błachnia (p.o. Prezesa)

## Historyczna lista prezesów MKS Miedź (od momentu powołania spółki akcyjnej)
- 2011 – 2018 Martyna Pajączek[11]
- 2018 – 2021 Marta Żołędziewska (p.o. Prezesa)
- 2021 – nadal Tomasz Brusiło[12][13]

## Historyczna lista trenerów
- 1971:  Josef Stanko
- 1972–1974:  Stanisław Zagrodnik
- 1974–1975:  Augustyn Dziwisz
- 1975–1976:  Szymon Mirrer
- 1976–1979:  Kazimierz Niemietiuk
- 1979–1980:  Zdzisław Bartnik
- 1980:  Eustachy Poticha
- 1981:  Stanisław Zagrodnik
- 1981–1983:  Kazimierz Niemietiuk
- 1983–1984:  Andrzej Wnuk
- 1984–1985:  Kazimierz Niemietiuk
- 1985–1986:  Tadeusz Kobiałko
- 1986:  Władysław Moroch
- 1986–1988:  Stanisław Osuch
- 1988–1989:  Antoni Koncewicz
- 1989–1991:  Jerzy Jastrzębowski
- 1991–1992:  Jerzy Fiutowski
- 1992–1993:  Ryszard Bożyczko
- 1993–1994:  Wiesław Wojno
- 1994–1995:  Stanisław Kumik
- 1995–1997:  Marian Putyra
- 1997–2000:  Jerzy Fiutowski
- 2000–2001:  Władysław Moroch
- 2001–2003:  Józef Klepak
- 2003–2004:  Bohumil Páník
- 2004–2005:  Grzegorz Kowalski
- 2005–2007:  Petr Němec
- 2007–2008:  Janusz Kubot
- 2008:  Władysław Moroch
- 2008–2009:  Jarosław Pedryc
- 2009–2011:  Janusz Kudyba
- 2011–2013:  Bogusław Baniak[14][15][16]
- 2013:  Rafał Ulatowski[17][18]
- 2013–2014:  Adam Fedoruk[19][20]
- 2014:  Dariusz Żuraw[21][22]
- 2014:  Wojciech Stawowy[23]
- 2014–2015:  Janusz Kudyba
- 2015:  Ryszard Kuźma
- 2015–2017:  Ryszard Tarasiewicz
- 2017–2020:  Dominik Nowak
- 2020:  Ireneusz Kościelniak
- 2020–2021:  Jarosław Skrobacz
- 2021–2022:  Wojciech Łobodziński
- 2022:  Radosław Bella (pełniący obowiązki[24])
- 2022–2023:  Grzegorz Mokry
- 2023-2024:  Radosław Bella[25][26][27]
- 2024–nadal:  Ireneusz Mamrot[28][29][30][31][32]

## Sukcesy
- 2 x mistrzostwo w I Ligi: 2017/18, 2021/22
- Zdobywca Pucharu Polski: 1992
- 1/2 finału Pucharu Polski: 2019
- Finalista Superpucharu Polski: 1992

- 1/16 finału Pucharu Zdobywców Pucharów: 1992/93
- 3. miejsce w II lidze (obecnie I lidze) w sezonie: 1991/92, 1993/94

### Puchar Polski1991/1992
| Runda     | Przeciwnik                   | Wynik                    |
| --------- | ---------------------------- | ------------------------ |
| 3 runda   | Ostrovia Ostrów Wielkopolski | 1:1 (do.1:1, k.3:1)      |
| 4 runda   | Stal Mielec                  | 3:2                      |
| 5 runda   | Olimpia Poznań               | 1:0                      |
| 1/4 finał | Zawisza Bydgoszcz            | 2:1 (dom) i 2:2 (wyjazd) |
| 1/2 finał | Stilon Gorzów Wielkopolski   | 3:0 (dom) i 1:1 (wyjazd) |
| Finał     | Górnik Zabrze                | 1:1 (do.1:1, k.4:3)      |

| 24 czerwca 1992 20:05 CET | Miedź Legnica · Dariusz Baziuk 82' | 1:1 k. 4:30:1, 1:1 | Górnik Zabrze · 9' Piotr Jegor | Sędzia: Michał Listkiewicz |
|                           |                                    |                    |                                |                            |

| Drużyna       | Skład | Bramki             |
| ------------- | --- | ------------------ |
| Miedź Legnica | Płaczkiewicz – Kochanek, Michalski, Cymbała (80' W.Górski) – Przerywacz, Gajdzis (73' A.Wójcik), Gierejkiewicz, Ciliński, Dziarmaga – Baziuk, Dyluś | 82' Dariusz Baziuk |
| Górnik Zabrze | Bęben – Piotrowicz, Wałdoch, Dziuk, Zagórski (76' Grembocki) – Jegor, Koseła, R.Staniek, Agafon – Kraus, Bałuszyński (88' Orzeszek).                | 9' Piotr Jegor     |

Karne: Dyluś, Gierejkiewicz, Kochanek, A.Wójcik – Jegor, Piotrowicz, R.Staniek

## Europejskie puchary
Legenda do wszystkich tabel:
- Q – runda eliminacyjna, 1/16, 1/8, 1/4, 1/2 – odpowiednia faza rozgrywek, Grupa – runda grupowa, 1r gr – pierwsza runda grupowa, 2r gr – druga runda grupowa, F – finał, R – runda, PO – play-off
- k. – rzuty karne, los. – losowanie, Dogr. – dogrywka, w. – zasada bramek strzelonych na wyjeździe

| Sezon   | Rozgrywki                 | Runda | Przeciwnik | Dom | Wyjazd | Ogólnie |
| ------- | ------------------------- | ----- | ---------- | --- | ------ | ------- |
| 1992/93 | Puchar Zdobywców Pucharów | 1R    | AS Monaco  | 0–1 | 0–0    | 0–1     |

## Piłkarze reprezentujący kraj w oficjalnych meczach
- 1992 Jarosław Gierejkiewicz ( Polska) – 1 mecz
- 2014–2015 Kevin Lafrance ( Haiti) – 4 mecze[33]
- 2017 Petteri Forsell ( Finlandia) – 3 mecze[34]

## Obecny skład
Stan na 22 stycznia 2023
| Nr | Poz. | Piłkarz                                 |
| -- | ---- | --------------------------------------- |
| 1  | BR   | Paweł Lenarcik                          |
| 2  | OB   | Carlos Julio Martínez                   |
| 3  | OB   | Hubert Matynia                          |
| 5  | OB   | Levent Gülen                            |
| 6  | PO   | Szymon Matuszek                         |
| 7  | NA   | Ángelo Henríquez                        |
| 8  | PO   | Chuca                                   |
| 9  | NA   | Luciano Narsingh                        |
| 10 | PO   | Maxime Dominguez                        |
| 11 | NA   | Koldo Obieta                            |
| 12 | BR   | Alan Madaliński                         |
| 13 | OB   | Jon Aurtenetxe                          |
| 15 | PO   | Santiago Naveda (wypożyczony z América) |
| 16 | PO   | Dawid Drachal                           |
| 17 | OB   | Michael Kostka                          |

| Nr | Poz. | Piłkarz                                  |
| -- | ---- | ---------------------------------------- |
| 18 | NA   | Kamil Zapolnik                           |
| 20 | PO   | Damian Tront                             |
| 21 | OB   | Janis Masuras                            |
| -- | PO   | Benedik Mioc                             |
| 25 | OB   | Nemanja Mijušković                       |
| 28 | OB   | Mateusz Letkiewicz                       |
| 33 | BR   | Kacper Kapica                            |
| -- | OB   | Mateusz Grudziński                       |
| 59 | PO   | Mehdi Lehaire                            |
| 70 | PO   | Maciej Śliwa                             |
| 79 | PO   | Olaf Kobacki (wypożyczony z Arki Gdynia) |
| 80 | PO   | Hamza Bahaid                             |
| 88 | PO   | Igor Lewandowski                         |

### Piłkarze na wypożyczeniu
| Nr | Poz. | Piłkarz                                                         |
| -- | ---- | --------------------------------------------------------------- |
|    | PO   | Kacper Andrzejewski (wyp. do Hutnika Kraków do 30 czerwca 2023) |
|    | NA   | Bruno Garcia (wyp. do Resovii do 30 czerwca 2023)               |
|    | OB   | Ruben Hoogenhout (wyp. do Resovii do 30 czerwca 2023)           |

| Nr | Poz. | Piłkarz                                                              |
| -- | ---- | -------------------------------------------------------------------- |
|    | NA   | Mateusz Kaczmarek (wyp. do Wisły Puławy do 30 czerwca 2023)          |
|    | NA   | Szymon Stróżyński (wyp. do Chojniczanki Chojnice do 30 czerwca 2023) |